# Plexippos (Sohn des Thestios)
Plexippos (altgriechisch Πλήξιππος Plḗxippos)  ist in der griechischen Mythologie der Sohn des Thestios. Er nahm an der Jagd auf den kalydonischen Eber teil. Meleager hatte dafür eine Jagdtrophäe ausgesetzt. Nachdem der Eber erlegt war, vergab Meleager die Trophäe nicht an Plexippos, sondern an eine Frau. Plexippos war darüber sehr wütend. In der nachfolgenden Auseinandersetzung tötete Meleager ihn.